# Marjan Haydaree
 (avril 2025).
Si vous disposez d'ouvrages ou d'articles de référence ou si vous connaissez des sites web de qualité traitant du thème abordé ici, merci de compléter l'article en donnant les références utiles à sa vérifiabilité et en les liant à la section « Notes et références ».
Marjan Hayadaree, née le 22 juillet 1998 à Concord (Californie), est une footballeuse qui a évolué au poste d’attaquante pour le club américain des Spartans de San Jose State.
Née aux États-Unis avec des origines afghanes, elle a représenté l’équipe d'Afghanistan féminine de football et en est la meilleure buteuse avec cinq buts.